# Pitt und Fox (Huch)

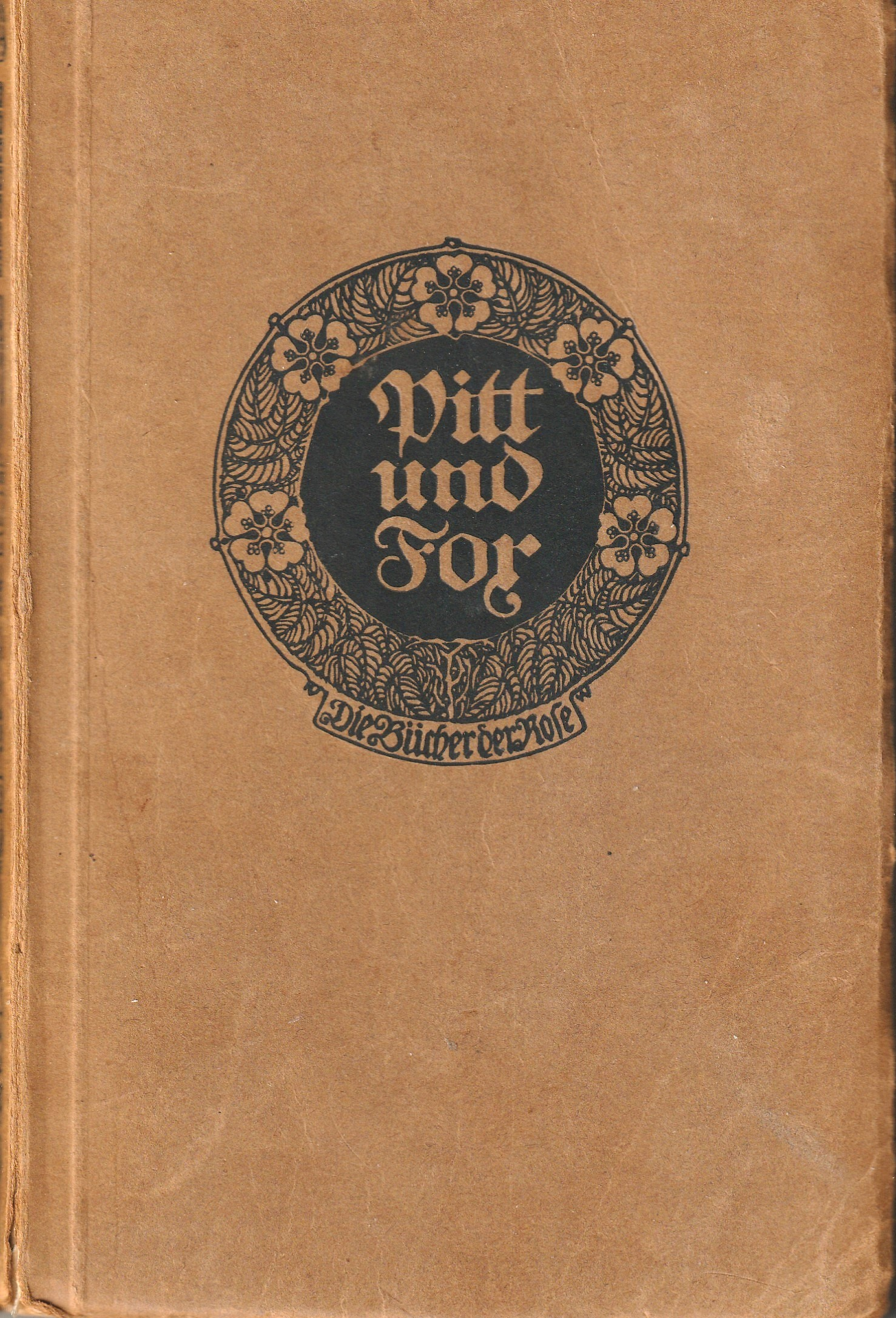
Einband der Erstausgabe 1909

Pitt und Fox. Die Liebeswege der Brüder Sintrup, publiziert im Jahr 1909, ist der bekannteste Roman von Friedrich Huch. Er endet, nicht so häufig bei Huch, mit gutem Ausgang.

## Handlung
Die beiden Brüder Pitt, der ältere, und Fox wachsen in einer kleinbürgerlichen Familie auf. Fox ist faul, aber großtönend. Pitt hingegen ist still, begabt, besteht das Abitur als einer der Besten. Er wechselt zum Studieren in eine andere Stadt. Dort lernt er ein hübsches Mädchen namens Elfriede kennen,  Tochter einer vornehmen Familie. Pitt besucht sie. Elfriede vermittelt Pitt ein Zimmer bei einem Herrn Könnecke, dessen Kusine Selma Nippes dort den Haushalt führt. Pitts Vater kommt zu Besuch. Für den Vater findet man eine Unterkunft bei Frau Bornemann, die ihre Enkelin Lotte bei sich aufgenommen hat.
Pitt fährt mit der Familie van Loo in die Sommerfrische. Dort kommt es zu einer Entfremdung von Elfriede, Pitt reist vorzeitig ab. Pitt freundet sich mit Lotte an, trennt sich dann aber von ihr. Fox tröstet sie, die beiden kommen sich näher. Fox übernimmt bei Könnecke das Zimmer von Pitt. Fox beschäftigt sich mit Schauspielkunst, lernt bühnengerechte Sprechen. Pitt vermisst Elfriede, hört, dass sie in Paris ist. Lotte wird schwanger durch Fox, kommt bei Könnecke unter, während Fox abreist. Könnecke heiratet Lotte und nimmt das Kind an.
Pitt verkehrt in Künstlerkreisen, trifft Herta. Sie ist Malerin, energisch, und bringt ihn dazu, endlich sein Examen und seinen Doktor zu machen. Aber dann geht die Beziehung nicht weiter. Fox verlässt die Stadt, studiert mal hier, mal dort. Er ist nun ein guter Rezitator, trifft weiter Frauen. Er paukt auch für die Prüfung, fällt aber durch. Der Vater ist entsetzt und stellt ihn zur Rede. Die Mutter stirbt und vererbt den Söhnen Geld.
In dem von Huch „Intermezzo“ genannten Kapitel geht es weder um Pitt noch um Fox: Frau Nippes sitzt auf einer Bank im Stadtgarten neben der „Venus, Amor die Flügel beschneidend“ und liest „Waldmeisters Brautfahrt“. Sie wartet auf den Mann, der die Heiratsannonce aufgegeben hat und den schließlich heiratet,
Fox reist durch die Gegend, kann im Theater einer kleinen Stadt die Rolle von Charleys Tante übernehmen. Erst wird er gefeiert, dann verblasst sein Ruhm, und er verschwindet aus der Stadt. Pitt reist, gestützt vom Erbe seiner Mutter, durch verschiedene Länder, kommt schließlich zurück. Er trifft sich mit Fräulein Elsa Heine, einer Bankierstochter. Ihr Vater, der auch Inhaber einer Handelszeitschrift mit einem Feuilleton ist, bietet Pitt eine Stelle an, die er übernimmt. Auch die Beziehung mit Elsa führt nicht weiter. Und als Pitt von ihr hört, er hätte die Stelle nur mit Hilfe der Foxschen Artikel bekommen, beschließt er, die Stelle Fox zu vermachen.
Fox kommt und übernimmt die Redaktion. Fox und Elsa kommen sich näher und finden schließlich zueinander. Elfriede, die Pitt auf einem Gemälde von Herta gesehen hat, sucht und findet Pitt. So kommt alles zum guten Ende. Das letzte Wort hat Pitt: „In einem werde ich sie alle überholen; einen nach dem anderen werde ich hinter mir lassen, denn ich fühle es: ich werde ur––alt.“

## Nachbemerkung
Das Buch, 1909 geschrieben, erfreut sich bis in die Gegenwart großer Beliebtheit, wie die vielen Nachdrucke belegen. Das Buch liest sich gut, und am Ende sind alle verheiratet. Pitt, in dem sich Huch wohl selbst sieht, sagt zum Schluss des Buches, er werde uralt, etwas, was ihm selbst nicht beschieden war.

## Ausgaben
- Pitt und Fox. Langewiesche Ebenhausen bei München, 1909, 1917.
- Pitt und Fox. Wilhelm Langewiesche-Brandt, 1923.
- Pitt und Fox. Brandstetter, 1916.
- Pitt und Fox. Bernhard Tauchnitz, 1943.
- Pitt und Fox. Die Bücher der Rose / Kaiser Verlag, 1949.
- Pitt und Fox. Chr. Kaiser Verlag München, 1949.
- Pitt und Fox. Goldmann, 1953.
- Pitt und Fox. Dieterich’sche Verlagsbuchhandlung, Leipzig, 1964, 1986.
- Pitt und Fox. dtv, 1975, ISBN 3-423-01115-7.
- Pitt und Fox. Salzwasser-Verlag, 2012, ISBN 978-3-8460-0151-6.
- Pitt und Fox. TREDITION CLASSICS, 2012, ISBN 978-3-8424-6880-1.
- Pitt und Fox. Hansebooks, ISBN 3-337-35935-3.